# Cambrenagletscher
Der Cambrenagletscher (im lombardischen Dialekt des Valposchiavo und rätoromanisch Vadret dal Cambrena) ist ein Gebirgsgletscher in der Berninagruppe der Schweizer Alpen im Kanton Graubünden. Vom Berninapass aus ist er über dem Lago Bianco immer noch gut zu sehen (Stand 2023), doch zieht er sich rapide zurück.

## Lage und Umgebung

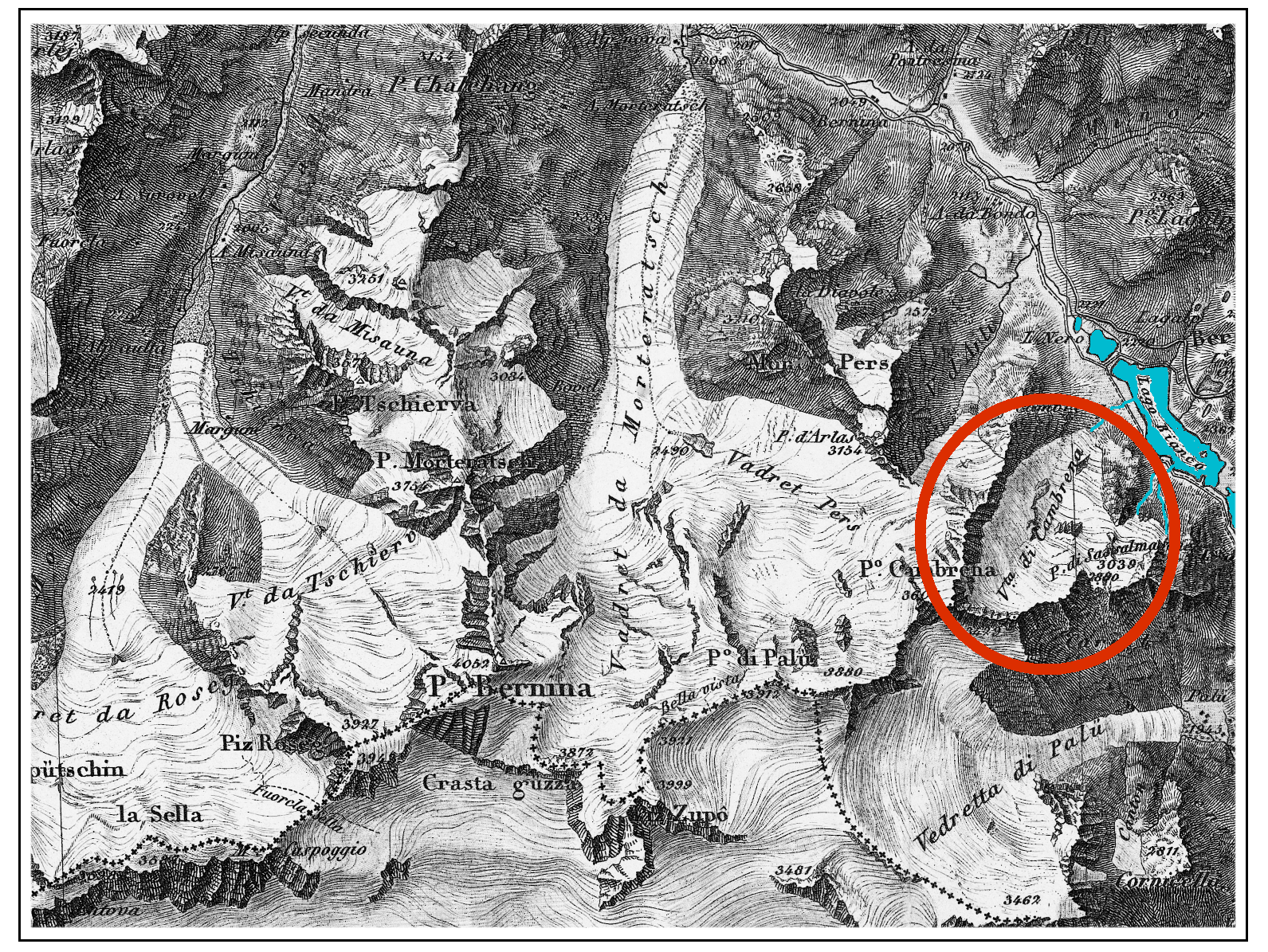
Gletscher der Berninagruppe auf der Dufourkarte von 1866: Roseg-, Tschierva-, Morteratsch-, Pers-, Cambrena- und Palügletscher
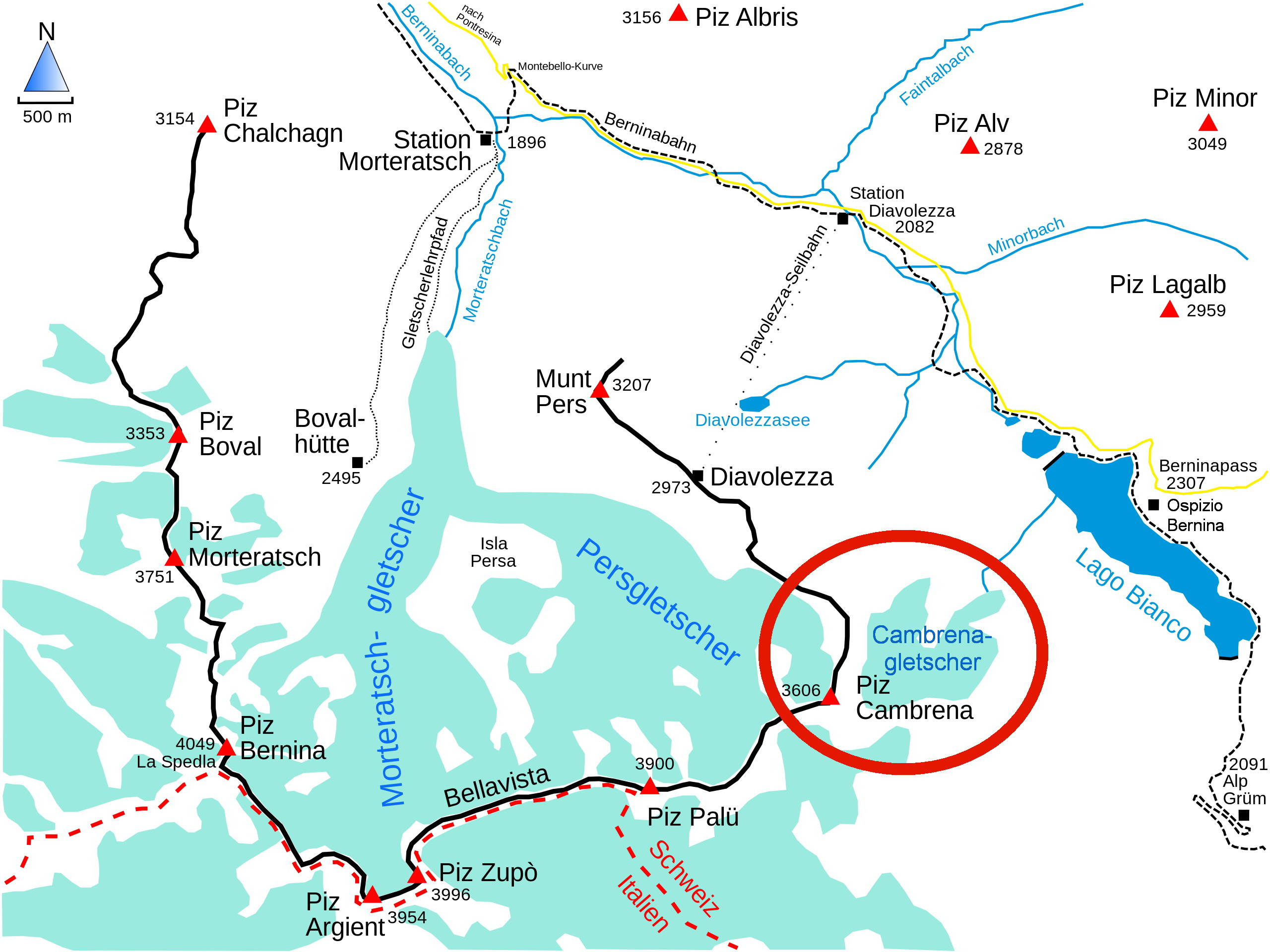
Umgebungskarte (Stand 2009): Morteratsch-, Pers- und Cambrenagletscher

Der Cambrenagletscher war im Jahr 2009 etwa 2 km lang und bedeckte 2015 eine Fläche von 1,29 km². Sein Nährgebiet liegt unterhalb des steilen und felsigen Gebirgskamms, der sich U-förmig vom Piz d’Arlas (3467 m) über den Piz Cambrena (3606 m) und den Piz Caral (3421 m) bis zur Cresta da Caral erstreckt, auf einer Höhe von etwa 3000 bis gegen 3300 m. Der Gletscher fliesst nach (Nord-)Nordosten gegen den Lago Bianco (2234 m) hinunter, den sein Schmelzwasser speist. Dem hellen Gletscherwasser verdankt der «Weisse See» auch seinen Namen.

## Entwicklung

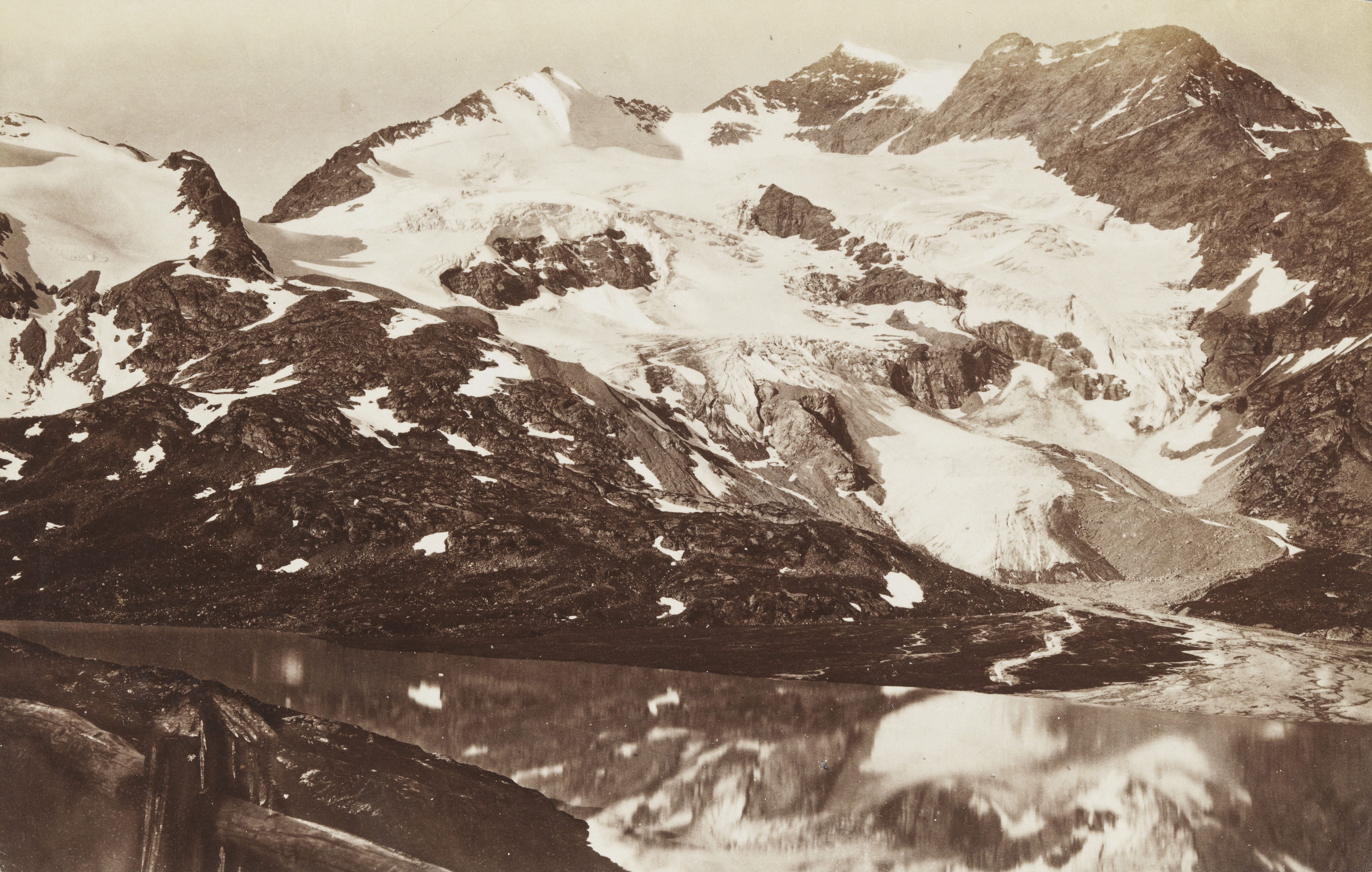
Cambrenagletscher und Lago Bianco um 1880, mit Piz Caral, Piz Cambrena und Piz d’Arlas. Am linken Bildrand der kleine Gletscher Vadret da Sassal Mason.
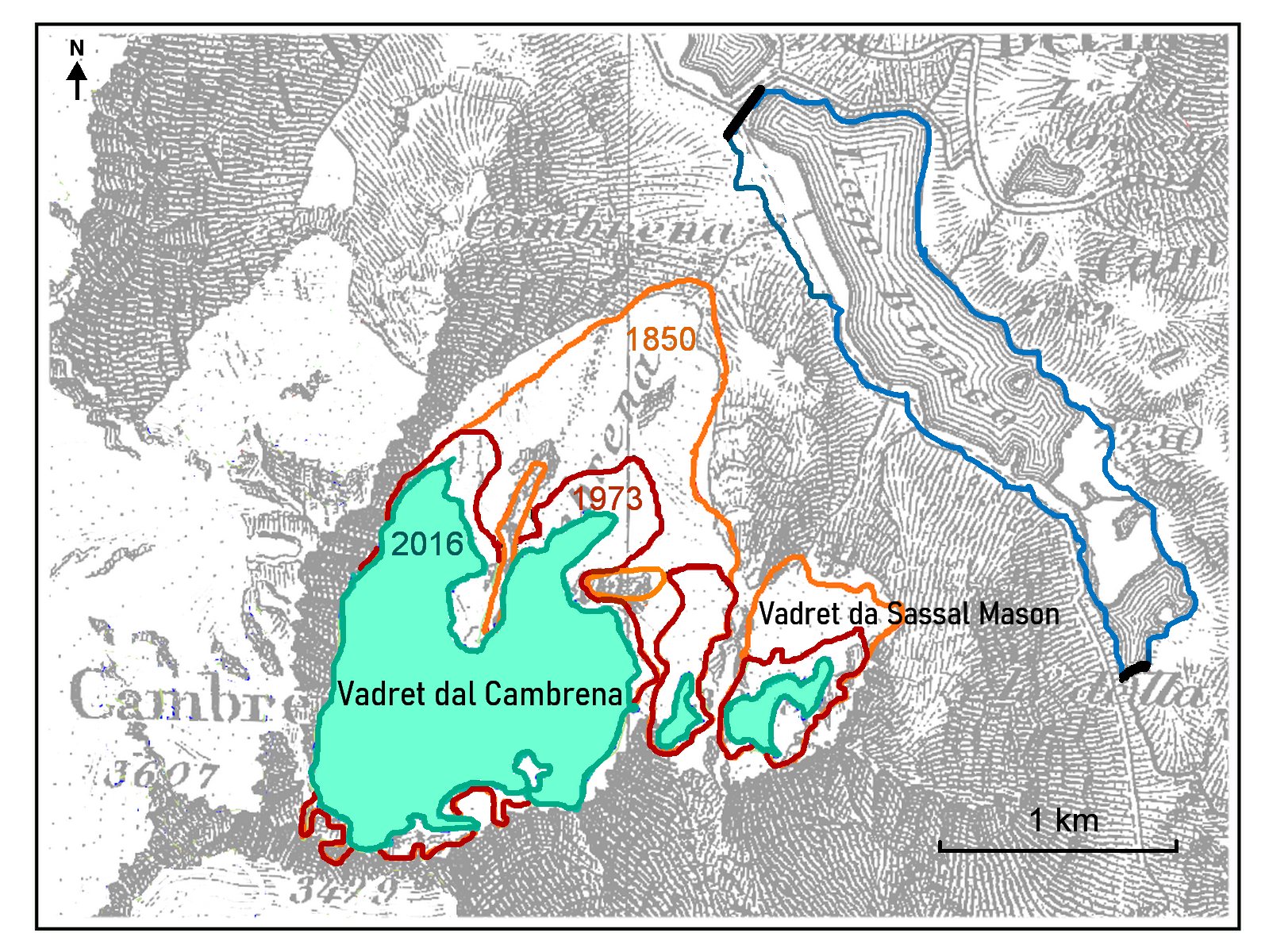
Flächenveränderung des Cambrenagletschers und des Vadret da Sassal Mason, 1850–2016 (nach GLAMOS[5])

Der Cambrenagletscher erreichte bereits um 400 n. Chr. einen durch Endmoränen dokumentierten Hochstand, danach wieder im 17. Jahrhundert, um 1780 und um 1850. Um 1850 erreichte die Gletscherzunge gemäss Karte des Schweizerischen Gletschermessnetzes GLAMOS fast die Höhe des Lago Bianco: Sie endete gut 400 m vom heutigen Ufer entfernt, ca. 20 Höhenmeter über dem heutigen Seepegel. Die Spuren, welche sie in diesem Stadium im Gelände hinterliess, sind auch in neueren Bildern noch erkennbar.

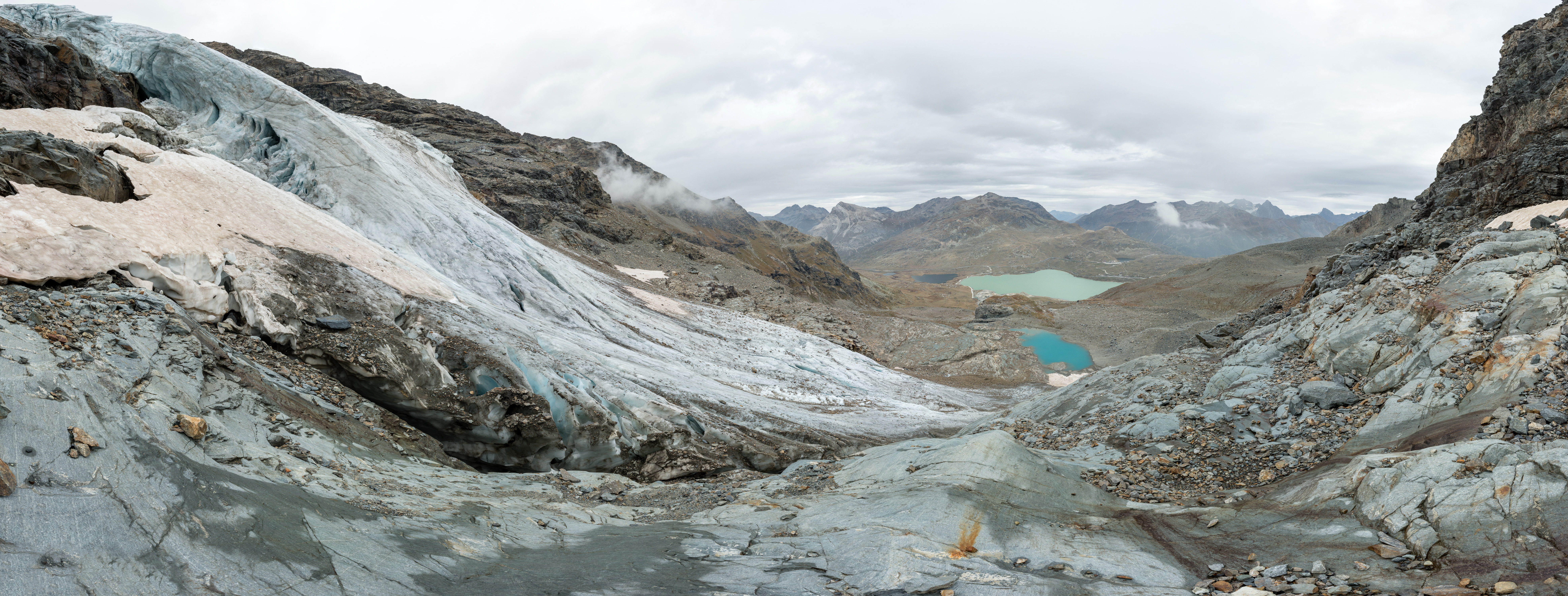
Blick von der östlichen Gletscherzunge auf den Gletschersee und den Lago Bianco (2014)

Bereits zur Zeit der frühesten Fotografien (1867, 1873, 1880) hatte sich die Gletscherzunge in zwei Teile gespalten, und der westliche Teil hatte sich weiter zurückgezogen als der östliche. Diese Entwicklung setzte sich fort. 2015 lag das Ende der längeren, östlichen Zunge etwa 1300 m vom Ufer entfernt und etwa 360 Höhenmeter über dem See. Am Ende dieser Zunge begann sich um 2003 auf einer Höhe von knapp 2500 m ein sogenannter Zungenbeckensee zu bilden. 2015 war der kleine See etwa 150 m lang und 50 m breit.
Periodische Messungen der Längenveränderung des Cambrenagletschers am Zungenende wurden im 19. Jahrhundert von 1888 bis 1893 durchgeführt; ohne Unterbruch gemessen wird erst seit 1955. Von 1888 bis 1893 betrug die Veränderung −21 m, von 1955 bis 2001 −14 m (1962–1987 war der Gletscher 111 m länger geworden, danach wieder geschwunden) und von 2001 bis 2022 −330 m. Auch von den Bergflanken des Nährgebiets zieht sich der Gletscher zurück – ein Zeichen dafür, dass dort der Permafrost auftaut.
| Periode   | Durchschnittliche Längenveränderung pro Jahr |
| --------- | -------------------------------------------- |
| 1888–1893 | −4,2 m                                       |
| 1955–1962 | −4,1 m                                       |
| 1962–1987 | +4,4 m                                       |
| 1987–2001 | −6,9 m                                       |
| 2001–2020 | −12,8 m                                      |
| 2020–2022 | −49,9 m                                      |

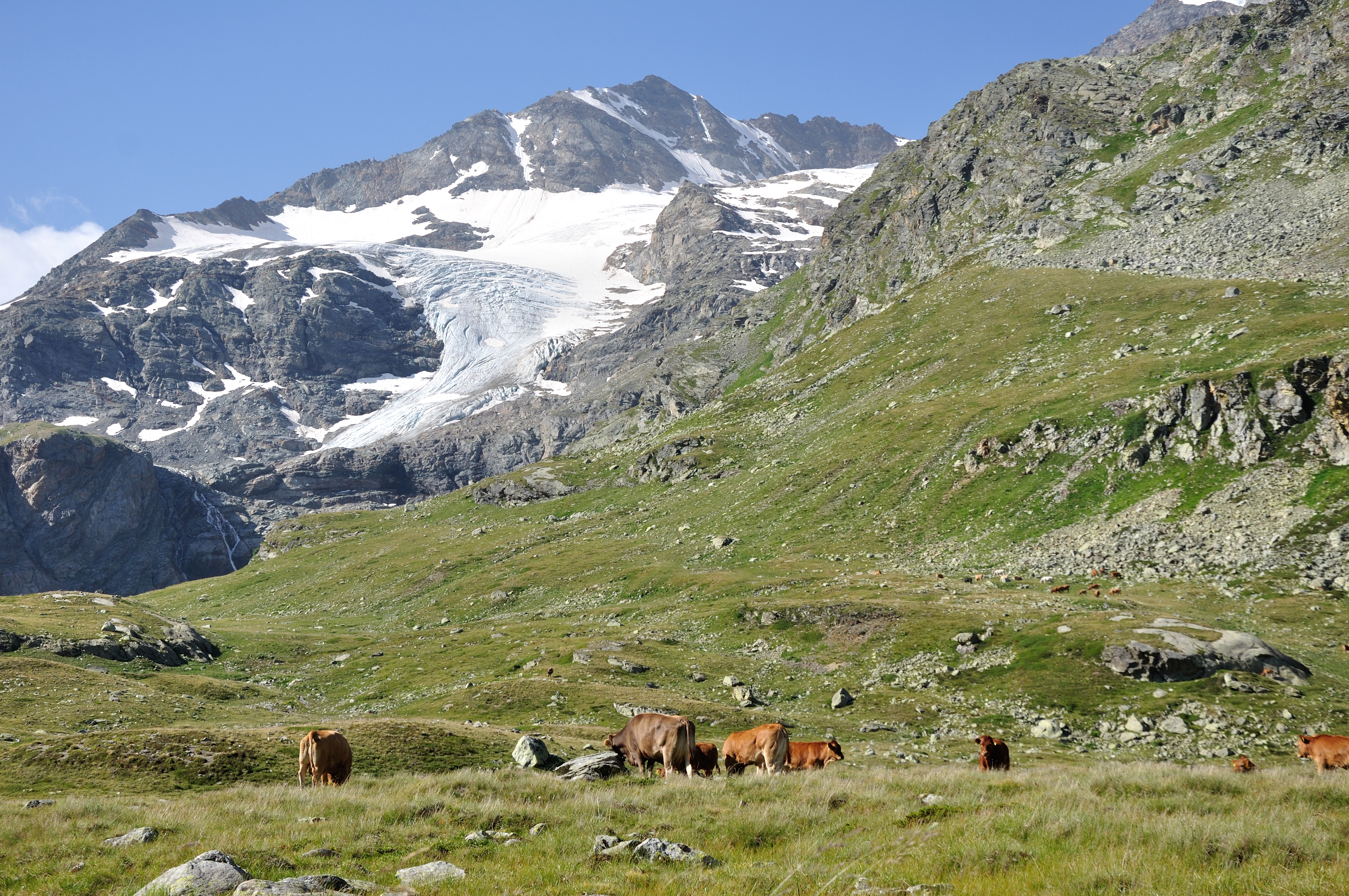
Die östliche Zunge (2013)

Luftaufnahme von Walter Mittelholzer, 1934. Am Horizont, oberhalb der Bildmitte, Piz Zupò, davor Piz Palü, rechts Piz Bernina. Im Hintergrund links der Palügletscher, rechts der Persgletscher; zur Linken des Cambrenagletschers der kleine Vadret da Sassal Mason

Die Fläche des Cambrenagletschers schwand zwischen 1850 und 2015 um etwa die Hälfte, zwischen 1973 und 2009 um 26 %.
| Jahr | Fläche   | Veränderung seit 1850 |
| ---- | -------- | --------------------- |
| 1850 | 2,66 km² |                       |
| 1973 | 1,72 km² | −35 %                 |
| 1999 | 1,57 km² | −41 %                 |
| 2003 | 1,45 km² | −45 %                 |
| 2015 | 1,26 km² | −53 %                 |

Der kleine Nachbar des Cambrenagletschers, der Vadret da Sassal Mason, verlor gemäss GLAMOS-Karte zwischen 1850 und 2015 mehr als drei Viertel seiner Fläche.
Für die Veränderung der Mächtigkeit (Dicke) des Gletschers sind Daten aus den Jahren 1991–2019 verfügbar, mit Werten für die durchschnittliche jährliche Veränderung zwischen −60 cm (Periode 1999–2004) und −115 cm (Periode 2014–2019). Gemäss GLAMOS-Karte (Stand 2015) sind die Randbereiche des Cambrenagletschers 0–25 m mächtig, der Kernbereich 26–50 m und ein sehr kleines Zentrum mehr als 50 m.

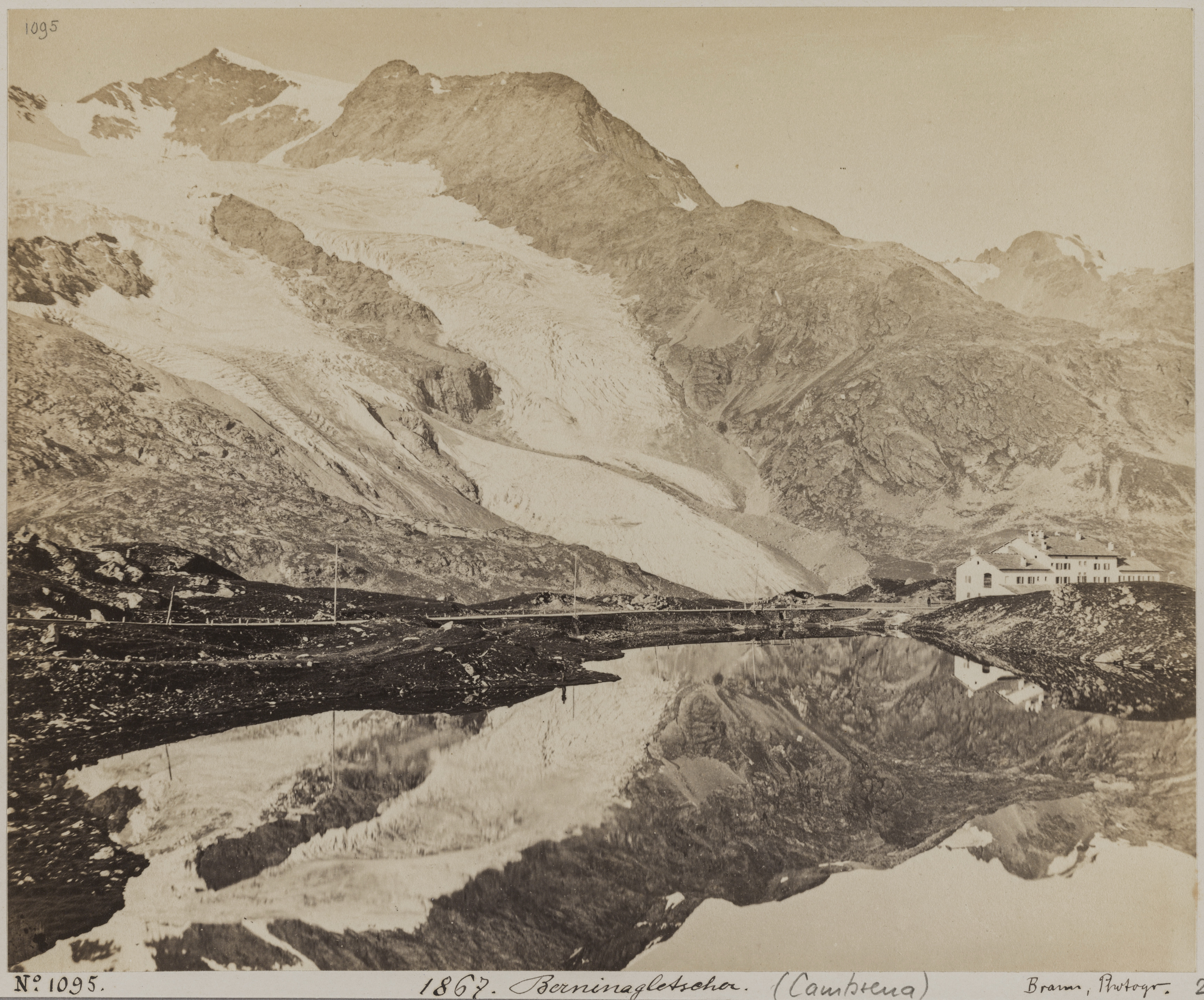
1867: Lagh da la Cruseta und Ospizio Bernina (Adolphe Braun)
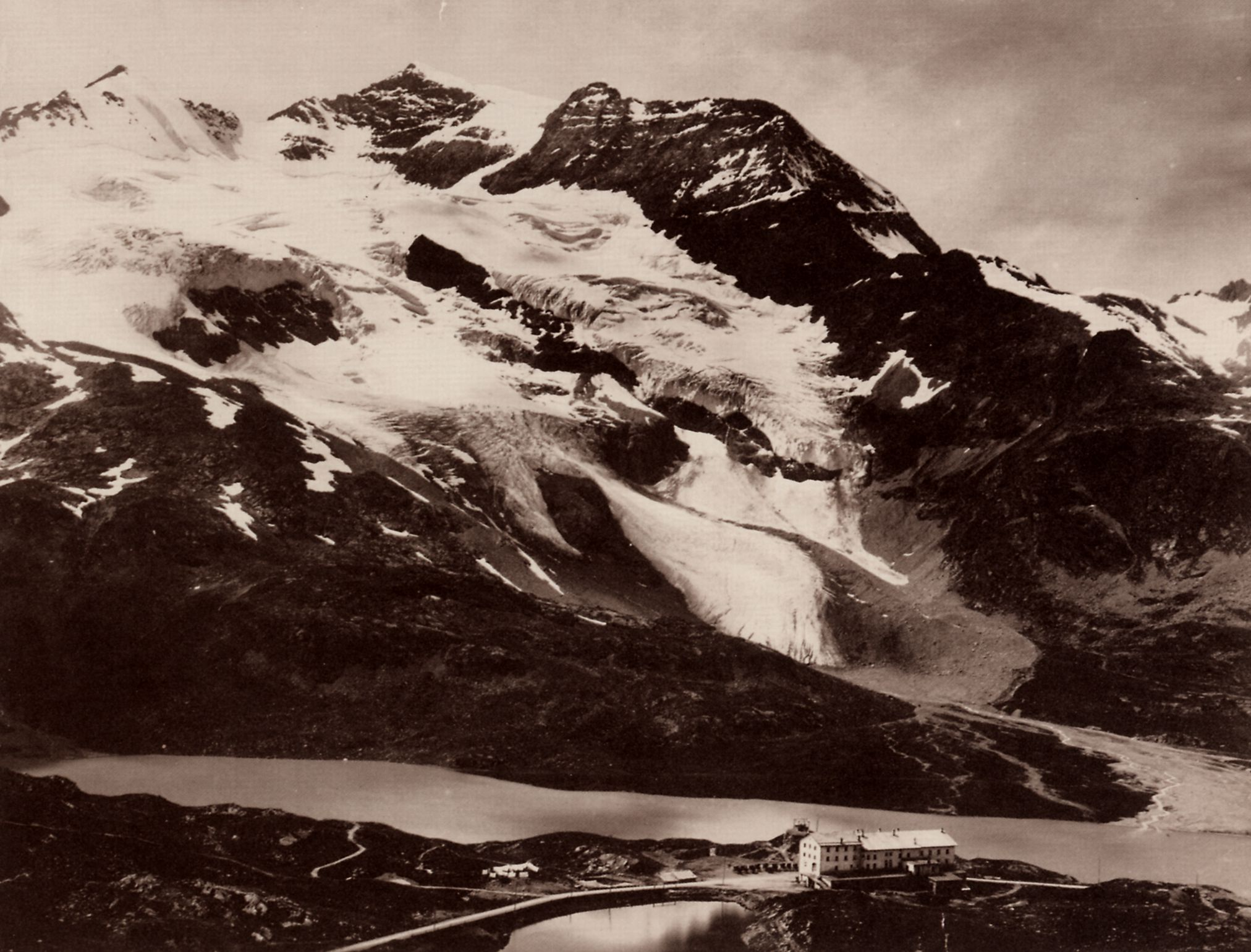
1900 (Giorgio Sommer)
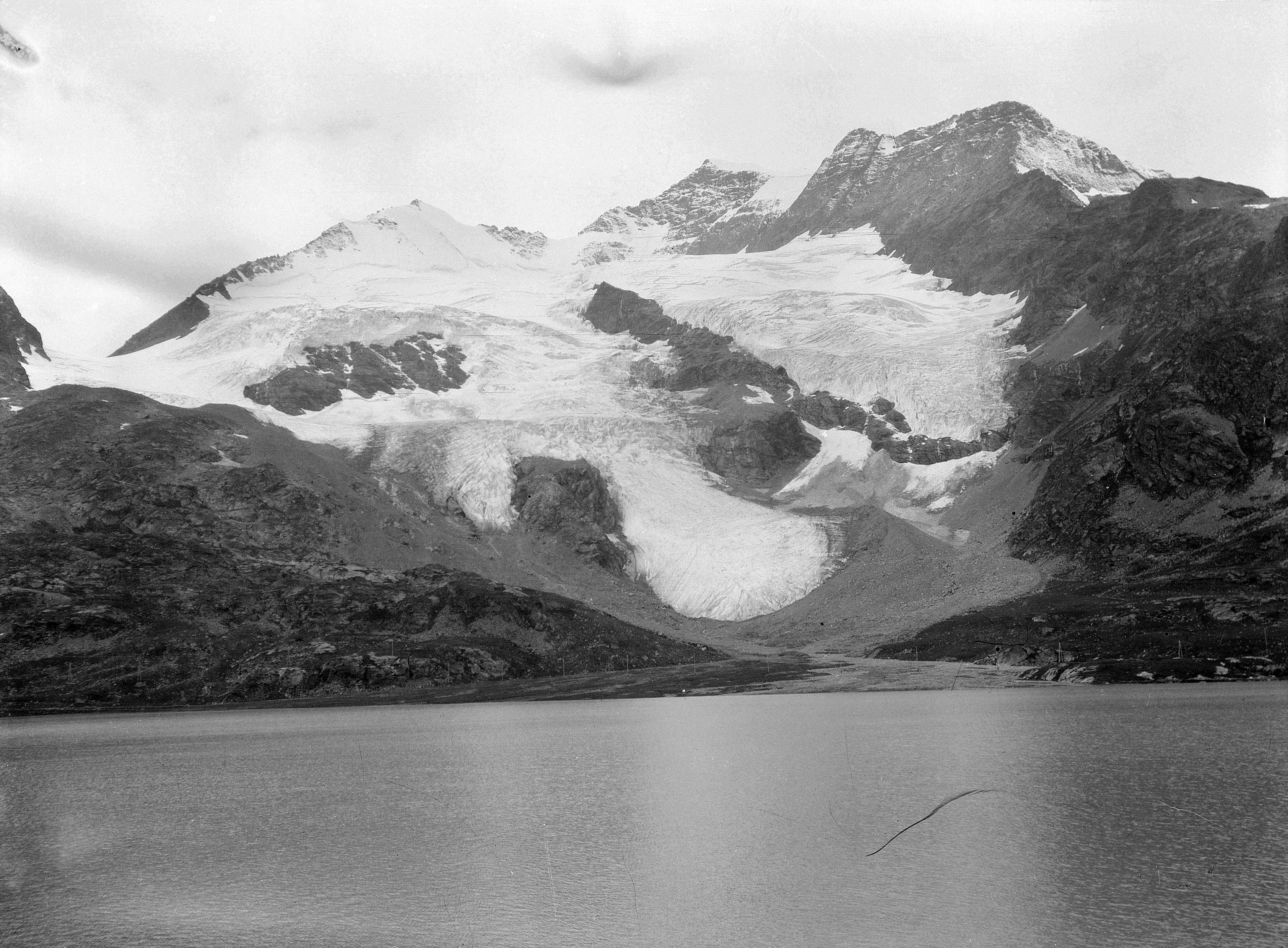
1920
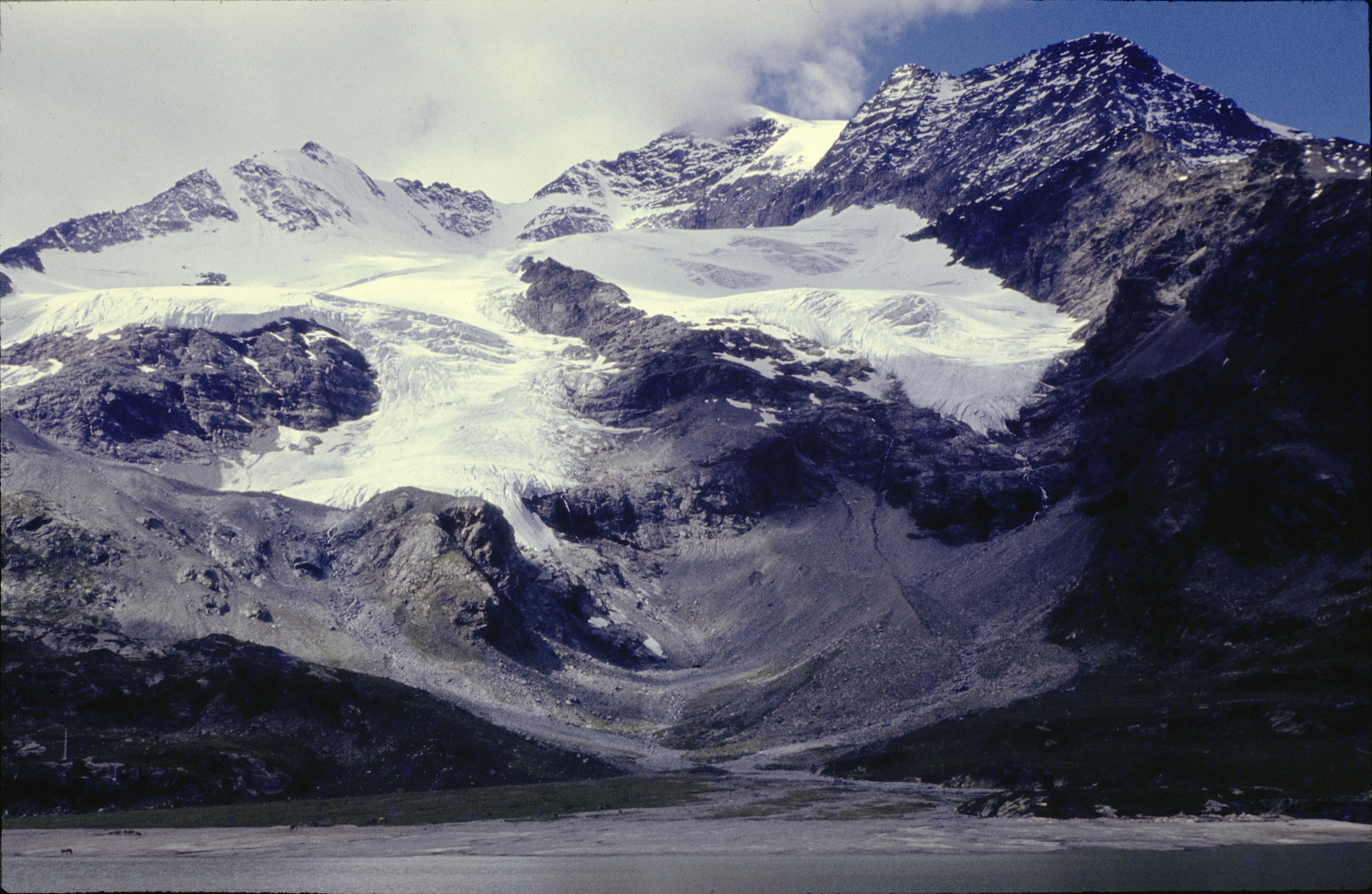
1957 (Werner Lüdi)
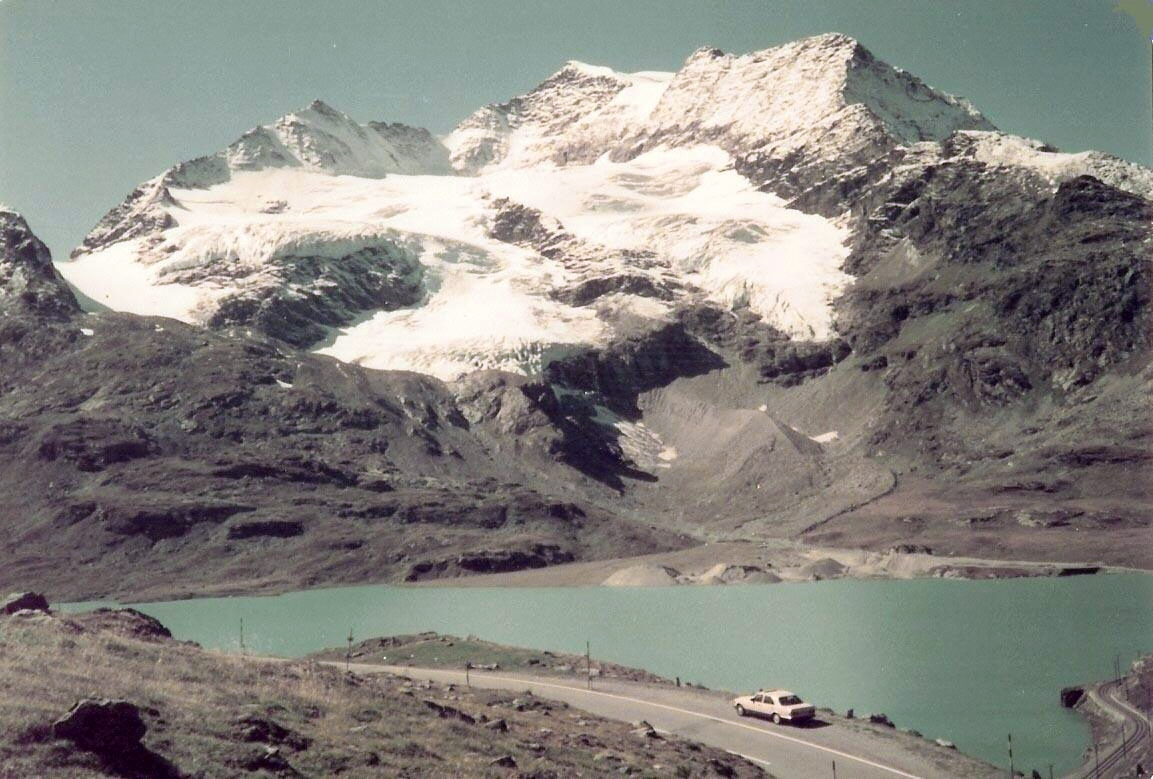
1985
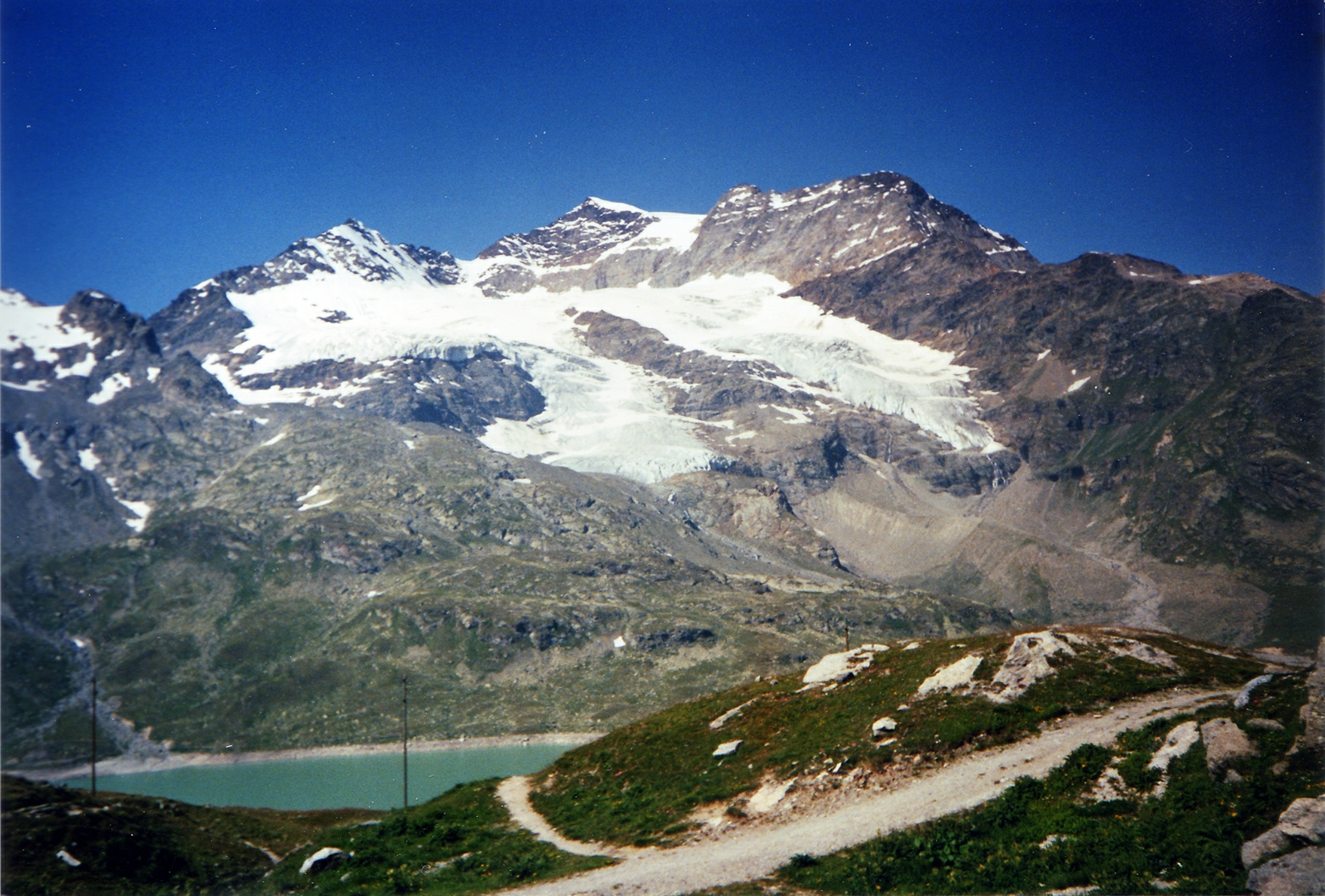
1992
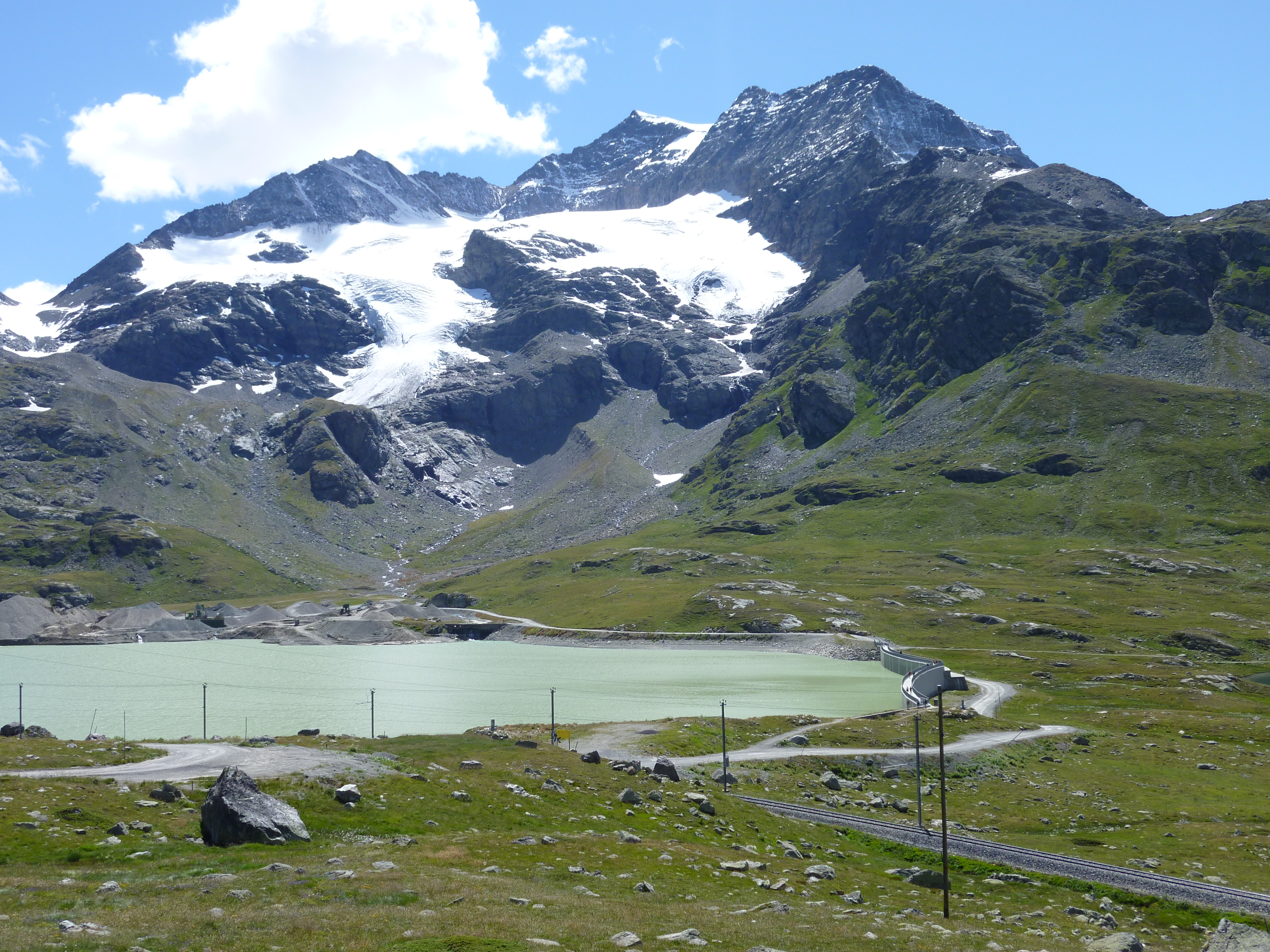
2010
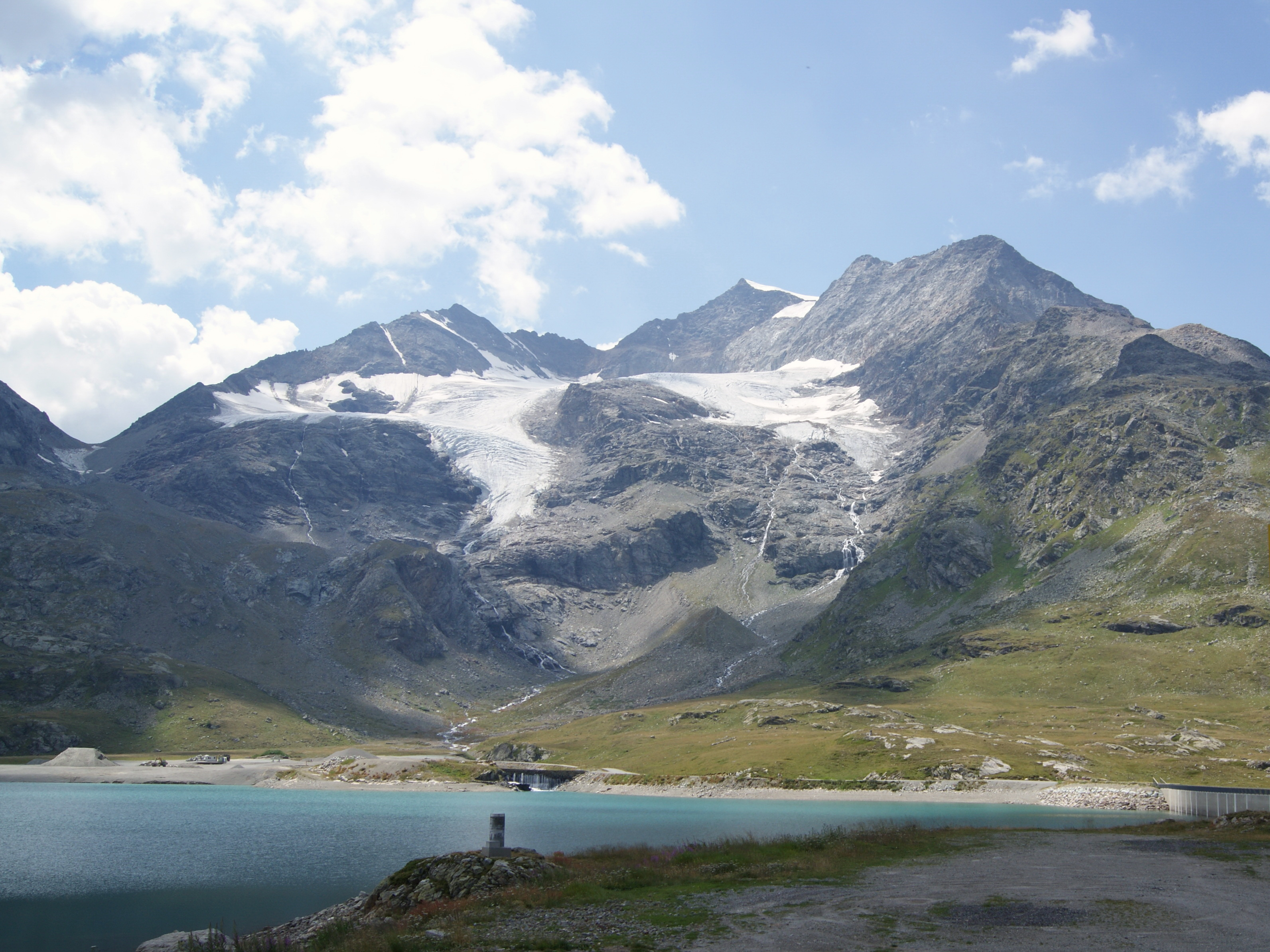
2018
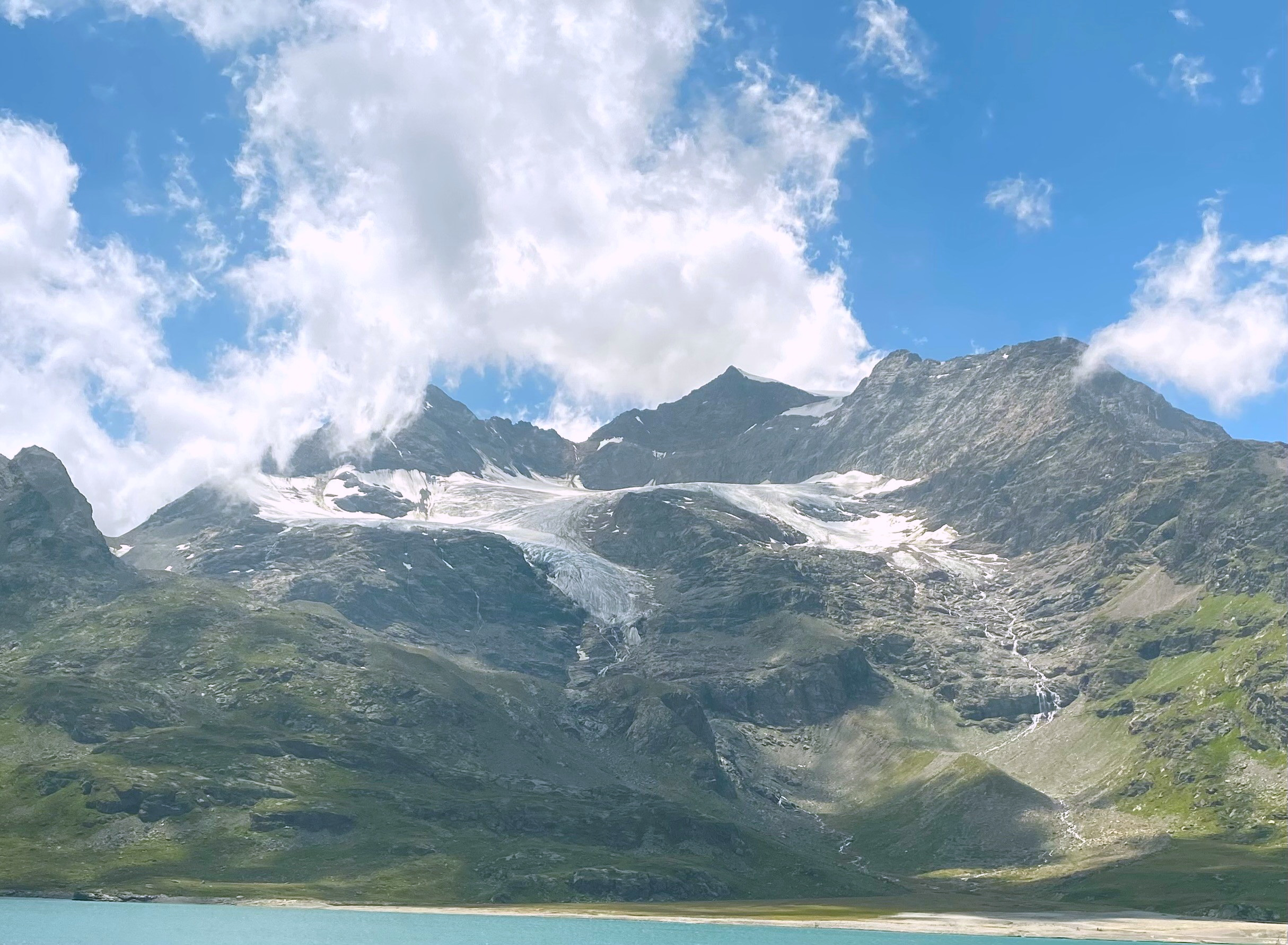
2023